# Randy Diamond
Randy Bruwick Diamond Orellana (Santa Bárbara, 14 gennaio 1987) è un calciatore honduregno, attaccante del Génesis.

## Carriera
In carriera ha giocato 10 partite nella CONCACAF Champions League.